# إدوارد لوك
إدوارد لوك (بالإنجليزية: Edward Locke)‏ هو كاتب مسرحي أمريكي، ولد في 1869، وتوفي في 1945.

## وصلات خارجية
- إدوارد لوك على موقع IMDb (الإنجليزية)
- إدوارد لوك على موقع قاعدة بيانات برودواي على الإنترنت (الإنجليزية)
- إدوارد لوك على موقع قاعدة بيانات الفيلم (الإنجليزية)